# کارل زورنر
کارل زورنر (انگلیسی: Carl Zörner; ۱۸ ژوئن ۱۸۹۵ – ۱۲ اکتبر ۱۹۴۱) بازیکن فوتبال اهل رایش آلمان بود.
از باشگاه‌هایی که در آن بازی کرده‌است می‌توان به اشاره کرد.
وی همچنین در تیم ملی فوتبال آلمان بازی کرده‌است.